# 馬里、羅斯暨凱斯內斯教區
聖公會馬里、羅斯暨凱斯內斯教區（英語：Diocese of Moray, Ross and Caithness）是蘇格蘭聖公會的一個教區。
馬里、羅斯和凱斯內斯教區分别成立於1114年、1131和1146年。三個教區於1727年首度合併，並於1851年固定至今。目前教區轄區包括班夫郡、克羅默蒂郡、延文禮士郡（大陸部分）、馬里郡、奈恩郡、羅斯郡、薩瑟蘭和凱斯內斯，教座為延文禮士座堂。現任主教為施卓泉（Mark Strange），2017年起任蘇格蘭主教長。